# 알폰소 11세
알폰소 11세(Alfonso XI, 1311년 ~ 1350년)는 카스티야, 레온, 갈리시아의 왕이다. 별명은 정의왕(el Justiciero).
성년이 되기 전에는 귀족 파벌들간의 격렬한 분쟁을 겪었지만 1325년 이후 남다른 열성으로 왕국의 질서를 회복하였다. 지방 자치단체들과 코르테스(스페인 의회)로부터 반 귀족 정책에 대한 지원을 받는 대신 그들에게 새로운 권한을 주었고 귀족과 상의하지 않고 관리를 선임함으로써 왕권을 강화했다. 알헤시라스에서 카스티야 함대를 격파한 마린 왕조의 왕들과 대립하였으며 포르투갈 왕국과 힘을 합해 1340년 타리파 살라도강에서 침략자들을 격퇴하고 1344년 알헤시라스를 되찾았다. 1348년 '알칼라 데 에나레스 조례'를 공표해 중요한 행정·사법 개혁을 단행했다. 프랑스와 영국은 강력한 카스티야 해군의 지원을 받기 위해 집요하게 동맹을 요청했으나 그는 어느 쪽과도 손을 잡지 않았다.